# باشگاه فوتبال یوونتوس ده کای
باشگاه فوتبال یوونتوس ده کای (که معمولاً با نام یوونتوس ده کای شناخته می‌شود) یک باشگاه فوتبال حرفه‌ای مستقر در له کای، هائیتی است.